# 魏家驊

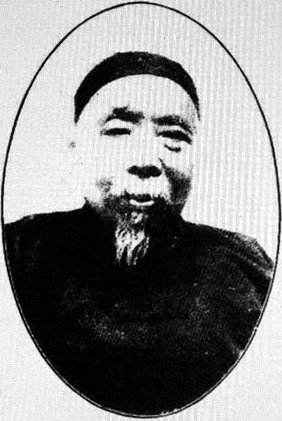
魏家驊

魏家驊（1862年—1932年），字梅荪，晚号贞士，江宁府江宁县（今南京市）人，清末及民国官员，慈善家。

## 生平
早年就读于南京尊经书院，光緒二十四年（1898年）戊戌科進士；同年五月，改翰林院庶吉士。光緒二十九年四月，散館，授翰林院編修。光緒二十九年，登癸卯經濟特科，出任山東東昌府知府。其家族有商號“魏广兴”。光緒三十三年（1907年）曾擔任江蘇教育總會副會長。中華民國成立后，相继任西南地区法院院长、南京商会会长等职。

## 著作
著有《教务纪略四卷》。